# كريس روبنسون
كريس روبنسون (بالإنجليزية: Chris Robinson) (و. 1938 – م) هو ممثل، وممثل تلفزيوني، من الولايات المتحدة الأمريكية، ولد في ويست بالم بيتش.

## وصلات خارجية
- كريس روبنسون على موقع IMDb (الإنجليزية)
- كريس روبنسون على موقع ألو سيني (الفرنسية)
- كريس روبنسون على موقع أول موفي (الإنجليزية)
- كريس روبنسون على موقع أول موفي (الإنجليزية)
- كريس روبنسون على موقع قاعدة بيانات برودواي على الإنترنت (الإنجليزية)
- كريس روبنسون على موقع قاعدة بيانات الأفلام السويدية (السويدية)
- كريس روبنسون على موقع قاعدة بيانات الفيلم (الإنجليزية)
- كريس روبنسون على موقع كينوبويسك (الروسية)